# Allobates goianus
Allobates goianus (Bokermann, 1975) è un anfibio anuro appartenente alla famiglia degli Aromobatidi.

## Etimologia
L'epiteto specifico si riferisce allo stato di Goiás dove è stata scoperta la specie.

## Distribuzione e habitat
È endemica di Alto Paraíso de Goiás nello stato di Goiás nel Brasile. Si trova ad un'altitudine di 1500 m.